# Sanostee (Nuevo México)
Sanostee es un lugar designado por el censo ubicado en el condado de San Juan en el estado estadounidense de Nuevo México. En el Censo de 2010 tenía una población de 371 habitantes y una densidad poblacional de 31,57 personas por km².

## Geografía
Sanostee se encuentra ubicado en las coordenadas 36°25′50″N 108°51′46″O / 36.43056, -108.86278. Según la Oficina del Censo de los Estados Unidos, Sanostee tiene una superficie total de 11.75 km², de la cual 11.75 km² corresponden a tierra firme y (0.07%) 0.01 km² es agua.

## Demografía
Según el censo de 2010, había 371 personas residiendo en Sanostee. La densidad de población era de 31,57 hab./km². De los 371 habitantes, Sanostee estaba compuesto por el 0% blancos, el 0% eran afroamericanos, el 99.73% eran amerindios, el 0% eran asiáticos, el 0% eran isleños del Pacífico, el 0.27% eran de otras razas y el 0% pertenecían a dos o más razas. Del total de la población el 0.81% eran hispanos o latinos de cualquier raza.